# Cammarata
Camastra là một đô thị của tỉnh Agrigento ở vùng Sicilia, có vị trí cách khoảng 100 km về phía đông nam của Palermo và khoảng 20 km về phía đông nam của Agrigento. Vào thời điểm ngày 31 tháng 12 năm 2004, đô thị này có dân số 2.133 người và diện tích là 16,3 km².
Camastra giáp các đô thị sau: Licata, Naro, Palma di Montechiaro.